# Уранова промисловість Сполучених Штатів Америки
Уранова промисловість США — підгалузь металургії з видобутку та вилучення урану з руд і розсипів на території Сполучених Штатів Америки.

## Поклади урану вСША
За запасами уранових руд США входять у першу 8-ку країн світу (після Австралії, ПАР, Канади і Бразилії, Росії, Казахстану, Намібії, 1999). Пром. запаси урану зосереджені в зах. р-нах країни, в трьох основних рудних провінціях: на плато Колорадо (рудні р-ни Грантс, Юраванський пояс, Лісбон-Валлі і інш.), в міжгірських западинах шт. Вайомінг (рудні р-ни Шерлі-Бейсін, Гас-Гіллс, Паудер-Рівер і інш.), в зах. частині прибережної рівнини Мексиканської затоки (родов. Фелдер, Панна-Марія і інш.).
Ряд середніх за масштабами родов. є також в Кордильєрах. Осн. запаси уранових руд (понад 95%) зосереджені в епігенетичних інфільтраційних родов., що залягають в неметаморфізованих теригенних породах тріасу-юри і неогену (еоцену) на глиб. від 0 до 1200 м. Сер. вміст в рудах 0,1-0,3% U3O8.
Головні рудні мінерали: кофініт, оксиди урану, карнотит; іноді руди комплексні, урано-ванадієві (1,25-1,5% V2O5). Невелика частина запасів укладена в гідротермальних жильних родов. неогену.

## Збагачення урану вСША
США – один з найбільших в західному світі виробників ядерної сировини. Видобуток паливного урану в перерахунку на U[3]О[8] у 2000 становив 1,7 тис. т [Mining Eng. (USA). - 2001. - 53, № 5. - Р. 40-41]. У 2002 р. виробництво урану в США становило 923 т [World Nuclear Association].
Перший завод по випуску збагаченого урану в США збудовано в 1942-43 рр. У 1944-45 в Ок-Ріджі (шт. Теннессі) було споруджено ще 3 підприємства. Для розділення ізотопів урану використовувалися магнітна сепарація, газова і термічна дифузія. Сучасний етап розвитку уранової промисловості США почався з прийняттям в 1946 закону про атомну енергію, коли широко розвернулися пошуково-розвідувальні роботи на уран. Були відкриті родов. Амброзія-Лейк, Гас-Гіллс і Шерлі-Бейсін. Високого рівня виробництво уранових концентратів в США досягло в 1980, коли діяло понад 20 гірничо-збагач. фабрик.
У кінці ХХ ст. осн. р-ни видобутку уранових руд знаходяться в штатах Нью-Мексико, Вайомінг, Юта, Колорадо і Техас. Розробка ведеться відкритим і підземним способами. Бл. 30% урану добувають підземним вилуговуванням. Крім того, уран вилучають з фосфорної кислоти і відходів мідного виробництва.